# Elena Long
Elena Amanda Long es una física y y activista en favor de las personas LGBT en la ciencia. Se desempeña como profesora adjunta de física en la Universidad de New Hampshire. Su investigación sobre la estructura interna de los nucleones le valió el premio al Científico Joven Prometedor de Jefferson Science Associates (JSA) en 2015. Al año siguiente, la revista Nature la reconoció como pionera de la diversidad.  Gracias a su activismo como persona LGBT se fundó la organización LGBT+ Physics con el fin de para mejorar la inclusión de investigadores y estudiantes subrepresentados. Además es miembro del Comité de Asuntos LGBT de la American Physical Society (Sociedad Americana de Física).  

## Trayectoria académica
Estudió la licenciatura en Física en Juniata College, obteniendo el grado en 2006. Posteriormente, estudió el doctorado en la Universidad Estatal de Kent, donde en 2012 defendió su tesis doctoral sobre asimetrías polarizadas de 3 He(e, e'n) en tres mediciones ortogonales. Su trabajo doctoral proporciona pruebas importantes de modelos que utilizan helio-3 como objetivo de neutrones. 
Durante su estancia posdoctoral en la Universidad de New Hampshire se involucró en la construcción del laboratorio de objetivos polarizados en DeMeritt Hall.  De 2014 a 2016, aún como investigadora postdoctoral, fue elegida miembro de la Junta Directiva del Grupo de Usuarios del Laboratorio Jefferson. 

## Líneas de investigación
Su principal línea de investigación se encuentra en el área de física atómica. Su trabajo de investigación busca comprender cómo los quarks dentro de los protones y neutrones interactúan para formar núcleos atómicos. 
También ha trabajado en comprender la estructura del deuterón, y participó en los intentos de detectar la primera medida de la asimetría tensorial cuasielástica A zz . El experimento A zz puede proporcionar información sobre los cálculos nucleón-nucleón a nivel relativista. De igual manera, proporciona nuevas restricciones experimentales a preguntas sobre las funciones de onda de los  deuterones que se tenían desde hace tiempo. 

## Activismo LGBT+
En 2009 fundó la organización LGBT + Physicists, que sirve como una red de apoyo para físicos de minorías sexuales y de género (GSM), además de ofrecer un premio anual llamado Acknowledgement of Excellence Awards. Posteriormente, en 2012 trabajó con la Sociedad Estadounidense de Física para su reunión anual. Con ello se aseguró que los oradores y participantes invitados pudieran compartir sus experiencias como físicos LGBT+ en una sesión especial a la que asistieron más de 100 personas. 
Co-escribrió un trabajo titulado Cuestiones de género y diversidad sexual en física: la audiencia habla el cual se cita como el inicio de un movimiento de base para producir guías para la comunidad científica LGBT+. 
Se ha desempeñado como Vicepresidenta de Diversidad e Inclusión de la organización Out in Science, Technology, Engineering and Mathematics (oSTEM), Inc., (Fuera en Ciencia, Tecnología, Ingeniería y Matemáticas). Una organización 501(c)(3) y una sociedad profesional sin fines de lucro enfocada en personas LGBTQ en la comunidad STEM. 

Durante una entrevista con la Society of Physics Students (Sociedad de estudiantes de física) Long habló sobre la fuerza impulsora detrás de sus esfuerzos para aumentar el apoyo a los físicos LGBT: 
"Quiero que haya más físicos LGBT y no quiero que los jóvenes vean esta carrera y se encuentren con gente que les diga que nunca sean ellos mismos en su trabajo. No quiero que nadie más tenga que pasar por lo que yo pasé" 

## Premios y reconocimientos
Long ha sido reconocida en múltiples ocasiones a lo largo de su carrera, tanto por su trayectoria científica como por su activismo entre la comunidad LBGT+. Entre los premios y reconocimientos que se le han otorgado, se incluyen:
- 2017: Fondo Kidder de la Universidad de New Hampshire. [15]
- 2017: Premio al Logro de Jóvenes Exalumnos de Juniata College. [16]
- 2016: Reconocimiento por la revista Nature en el artículo Nature’s 10: Ten people who mattered this year (Nature's 10: Diez personas que marcaron la diferencia) en la categoría de pionera en diversidad. [2]
  - Como parte de este reconocimiento, fue nombrada una de las arquitectas de una encuesta sin precedentes llamada LGBT+ Climate in Physics, realizada por la American Physical Society (APS), que recopiló experiencias de físicos dentro de la comunidad LGBTQ+. [17]
- 2016: Premio postdoctoral de Jefferson Science Associates. [18][19]
- 2014: Premio Global STEM de oSTEM. [8]